# Klaffenbach (Isar)
Der Klaffenbach ist ein rechter Zufluss der Isar in Oberbayern.
Der Klaffenbach speist sich aus verschiedenen Gräben am Südhang des Schönbergs und auf der Nordseite des Hohenwiesner Bergs. Der höchste dieser Gräben ist der Hochlahnergraben.
Bei Klaffenbach, einem Ortsteil von Lenggries, mündet der Klaffenbach in die Isar.
Die erste schriftliche Erwähnung war im 11. Jh. als Chlafintinpach. Der Name leitet sich vom althochdeutschen Verb klaffōn für 'krachen, lärmen' ab.